# أش باور
أش باور (بالإنجليزية: Ash Power) هو عسكري أسترالي، ولد في 20 يناير 1957 في وانجارتا في أستراليا.